# Мечасово
Мечасово (рос. Мечасово) — село в Росії у складі Ардатовського району Нижньогородської області. Входить до складу Личадеєвської сільської ради..

## Географія
Село розташоване за 19 км на північний схід від районного центру - Ардатова. З'єднується ґрунтовими дорогами на півночі з Личадеєво (4 км), на південному сході з Кузгороддю (2 км), на півдні з Сосновкою (4 км), на північному заході з селом Голяткіно (4 км). Село стоїть на берегах озера, що утворилося від річечки Іржа, що тече з півдня та впадає у річку Нучу за 3 км на північному заході. На півдні річка протікає в яру (глибина до 5 м), що має власне ім'я Покалекуші.

## Історія
Мечасово належить до найдавніших населених пунктів, розташованих на території нинішнього Ардатовського району Нижньогородської області. Назва села походить від імен Мечас. У XVI-XVIII століттях це ім'я було поширене у чоловіків мордовських і ерзянських родів.

## Населення
| 1999 | 2002 | 2010 |
| ---- | ---- | ---- |
| 65   | ↘53  | ↘21  |